# Jetmore
Jetmore is een plaats (city) in de Amerikaanse staat Kansas, en valt bestuurlijk gezien onder Hodgeman County.

## Demografie
Bij de volkstelling in 2000 werd het aantal inwoners vastgesteld op 903.
In 2006 is het aantal inwoners door het United States Census Bureau geschat op 897, een daling van 6 (-0,7%).

## Geografie
Volgens het United States Census Bureau beslaat de plaats een oppervlakte van
2,8 km², geheel bestaande uit land. Jetmore ligt op ongeveer 702 m boven zeeniveau.

## Plaatsen in de nabije omgeving
De onderstaande figuur toont nabijgelegen plaatsen in een straal van 40 km rond Jetmore.